# Рапид (футбольный клуб, Вена)
«Рапи́д» (нем. Sportklub Rapid Wien), известный как SK Rapid Wien, SK Rapid или просто SCR — австрийский профессиональный футбольный клуб из Вены. Основан 22 июля 1897 года. Является самым титулованным клубом страны. На счету столичной команды 32 победы в первенстве Австрии, 14 побед в национальном кубке, 2 победы в кубке Митропы.

## История
Клуб был основан 22 июля 1897 года как Первый венский рабочий футбольный клуб (Der I. Wiener Arbeiter-Fußball-Club). Команда играла в красно-синих цветах. 8 января 1899 года клуб получил новое название — Спортивный клуб «Рапид» Вена (в период 1899—1978: Sportclub Rapid Wien, с 1978: Sportklub Rapid Wien), а в 1904 году сменил цвета на бело-зелёные, сохранив первоначальную расцветку для выездных матчей.
В 2015 году юношеская команда «Рапида» стала победителем третьего международного детского форума «Футбол для дружбы», организованного компанией Газпром. В финальной игре, проведённой в Берлине, «Рапид» выиграл у швейцарского «клуба Цюрих» со счётом 5:2.

## Болельщики
В спортивном клубе «Рапид» насчитывается около 7000 членов и 126 официальных фан-клубов. Последние десятилетия посещаемость стадиона неуклонно росла, и в прошедшем сезоне составила в среднем 15 000 зрителей за игру. Успехи клуба и приверженность его руководства к традициям положительно влияют на его популярность. Места на Западную трибуну, на которой традиционно располагаются ультрас «Рапида», с 2003 года полностью распродаются по сезонным абонементам. В связи с этим молодые группы поддерживают команду на противоположной, Восточной трибуне — уникальная для Австрии ситуация.
Ultras Rapid 1988 являются старейшей и самой крупной из ультрас групп Австрии. Это одна из немногих групп в Европе, которая устраивает хореографии на каждой игре, и в 2005 году была признана лучшей группой Европы организацией T.I.F.O (Torcida International Fans Organisation). Менее многочисленные группы — Tornados Rapid, Green Lions и Lords Rapid; последние располагаются на Восточной трибуне.
Ультрас «Рапида» имеют дружественные связи с ультрас «Венеции» (Venezia Mestre), «Нюрнберга» (Ultras Nürnberg 1994), «Панатинаикоса» (Gate 13) и «Ференцвароша». Заклятые враги — ультрас венской «Аустрии», это давнее противостояние более известно как «Венское дерби» (Wiener Derby). По состоянию на 11 мая 2025 года, в 346 официальных матчах Венского дерби «Рапид» выиграл 140 раз, 83 матча завершились вничью, в 123 матчах выиграли футболисты «Аустрии».
Известна традиция: на домашних матчах «Рапида» болельщики непрерывно аплодируют последние 15 минут. Наряду с этим, происхождение «четверти часа Рапида» (Rapid-Viertelstunde), можно проследить в некоторых решающих победах раннего периода истории клуба, наиболее примечательной из которых является победа 29 октября 1911 года, когда Густав Блаха забил победный гол для «Рапида» на 75-й минуте в ворота явных фаворитов из венского клуба «ВАФ», и «Рапид» одержал волевую победу со счётом 2:1, а одиннадцать игроков, наспех сформированные из молодых талантов, впоследствии совершенно неожиданно выиграли свой первый национальный чемпионат в истории клуба.

## Стадионы
За время существования клуба домашними стадионами были:
- Pfarrwiese (1912—1977)
- Герхард Ханаппи (1977—2013)
- Эрнст Хаппель (2013—2016)
- Альянц (2016—н. в.)

## Символика

### Форма

#### Домашняя
| 2013/14 | 2015/16 | 2017/18 | 2019/20 | 2021/22 | 2022/23 | 2023/24 | 2024/25 | 2025/26 |

#### Гостевая
| 2013/14 | 2014/15 | 2016/17 | 2018/19 | 2020/21 | 2021/22 | 2022/23 | 2023/24 | 2024/25 | 2025/26 |

Источники:,

## Текущий состав
| 1  | Австрия     | Вр  | Никлас Хедль       | 2001 |  |  |  |  |  |
| 25 | Австрия     | Вр  | Пауль Гартлер      | 1997 |  |  |  |  |  |
| 50 | Австрия     | Вр  | Лауренц Орглер     | 2004 |  |  |  |  |  |
| 51 | Австрия     | Вр  | Беньямин Гёшль     | 2005 |  |  |  |  |  |
|    |             |     |                    |      |  |  |  |  |  |
| 4  | Австрия     | Защ | Якоб Шёллер        | 2005 |  |  |  |  |  |
| 6  | Франция     | Защ | Серж-Филипп Ро-Яо  | 1999 |  |  |  |  |  |
| 20 | Кот-д’Ивуар | Защ | Анж Ауссу          | 2003 |  |  |  |  |  |
| 23 | Австрия     | Защ | Йонас Ауэр         | 2000 |  |  |  |  |  |
| 24 | Франция     | Защ | Жан Марселен       | 2000 |  |  |  |  |  |
| 38 | Германия    | Защ | Яннес Хорн         | 1997 |  |  |  |  |  |
| 42 | Австрия     | Защ | Иден Рока          | 2007 |  |  |  |  |  |
| 47 | Австрия     | Защ | Амин-Элиас Грёллер | 2005 |  |  |  |  |  |
| 55 | Сербия      | Защ | Ненад Цветкович    | 1996 |  |  |  |  |  |
| 61 | Турция      | Защ | Фуркан Демир       | 2004 |  |  |  |  |  |
| 77 | Венгрия     | Защ | Бендегуз Болла     | 1999 |  |  |  |  |  |
|    |             |     |                    |      |  |  |  |  |  |
| 8  | Австрия     | ПЗ  | Лукас Гргич        | 1995 |  |  |  |  |  |
| 14 | Камерун     | ПЗ  | Мартин Ндзи        | 2003 |  |  |  |  |  |

| 16 | Норвегия    | ПЗ  | Тобиас Бёркейт                        | 1999 |  |  |  |  |  |
| 17 | Мали        | ПЗ  | Мамаду Сангаре                        | 2002 |  |  |  |  |  |
| 18 | Австрия     | ПЗ  | Маттиас Зайдль (капитан)              | 2001 |  |  |  |  |  |
| 21 | Австрия     | ПЗ  | Луис Шауб                             | 1994 |  |  |  |  |  |
| 28 | Австрия     | ПЗ  | Мориц Освальд                         | 2002 |  |  |  |  |  |
| 29 | Кот-д’Ивуар | ПЗ  | Аман Ромео                            | 2003 |  |  |  |  |  |
| 30 | Австрия     | ПЗ  | Николас Байлич                        | 2004 |  |  |  |  |  |
| 40 | Гана        | ПЗ  | Даниэль Нуну                          | 2006 |  |  |  |  |  |
| 71 | Франция     | ПЗ  | Клоди М’Буйи                          | 1999 |  |  |  |  |  |
|    |             |     |                                       |      |  |  |  |  |  |
| 9  | Австрия     | Нап | Эрджан Кара                           | 1996 |  |  |  |  |  |
| 10 | Норвегия    | Нап | Петтер Носа Даль                      | 2003 |  |  |  |  |  |
| 15 | Австрия     | Нап | Николаус Вурмбранд                    | 2006 |  |  |  |  |  |
| 27 | Австрия     | Нап | Ноа Бишоф                             | 2002 |  |  |  |  |  |
| 39 | Австрия     | Нап | Оливер Штрунц                         | 2003 |  |  |  |  |  |
| 41 | Австрия     | Нап | Доминик Вайксельбраун                 | 2003 |  |  |  |  |  |
| 49 | Черногория  | Нап | Андрия Радулович                      | 2002 |  |  |  |  |  |
| 90 | Франция     | Нап | Жанис Антист (в аренде из «Сассуоло») | 2002 |  |  |  |  |  |

### Игроки в аренде
| №  |         | Поз. | Имя                                                    | Год рождения |
| -- | ------- | ---- | ------------------------------------------------------ | ------------ |
| 3  | Австрия | Защ  | Беньямин Бёкле (в «Тироле (Ваттенсе)» до 30 июня 2026) | 2002         |
| 53 | Австрия | Защ  | Доминик Винце (в «Хартберге» до 30 июня 2026)          | 2004         |

| №  |         | Поз. | Имя                                                    | Год рождения |
| -- | ------- | ---- | ------------------------------------------------------ | ------------ |
| 66 | Австрия | Нап  | Фуркан Дурсун (в «Санкт-Пёльтене» до 30 июня 2026)     | 2005         |
| 70 | Франция | Нап  | Исмаил Сейди (в «СК Униане Торреэнше» до 30 июня 2026) | 2001         |

## Трансферы 2025/2026

### Лето 2025
| Поз. | Игрок                    | Предыдущий клуб    |
| ---- | ------------------------ | ------------------ |
| Защ  | Фуркан Демир**           | Хартберг           |
| Защ  | Яннес Хорн***            | Нюрнберг           |
| Защ  | Жан Марселен             | Бейтар (Иерусалим) |
| ПЗ   | Аарон Шварц**            | Аустрия Клагенфурт |
| ПЗ   | Деннис Кайгын**          | Виллем II          |
| ПЗ   | Клоди М’Буйи             | Санкт-Пёльтен      |
| ПЗ   | Петтер Носа Даль         | Мехелен            |
| ПЗ   | Доминик Вайксельбраун*** | СКУ Амштеттен      |
| ПЗ   | Мартин Ндзи              | Ашдод              |
| Нап  | Тобиас Хедль**           | Зюлте-Варегем      |
| Нап  | Самуэль Хорак**          | Кремс              |
| Нап  | Оливер Штрунц**          | Флоридсдорф        |
| Нап  | Тьерри Гейл**            | Пяст (Гливице)     |
| Нап  | Андрия Радулович         | Воеводина          |
| Нап  | Эрджан Кара              | Самсунспор         |
| Нап  | Жанис Антист*            | Сассуоло           |

| Поз. | Игрок              | Новый клуб            |
| ---- | ------------------ | --------------------- |
| Вр   | Тобиас Кнофлах***  | Свободный агент       |
| Защ  | Беньямин Бёкле*    | Тироль (Ваттенс)      |
| Защ  | Доминик Винце*     | Хартберг              |
| ПЗ   | Роман Кершбаум***  | Свободный агент       |
| ПЗ   | Деннис Кайгын      | Ингольштадт 04        |
| ПЗ   | Исак Янссон        | Ницца                 |
| ПЗ   | Аарон Шварц***     | Адмира Ваккер Мёдлинг |
| Нап  | Дион Белё**        | Аугсбург              |
| Нап  | Эрджан Кара**      | Самсунспор            |
| Нап  | Андрия Радулович** | Воеводина             |
| Нап  | Гвидо Бургшталлер  | Завершение карьеры    |
| Нап  | Тьерри Гейл        | Болтон Уондерерс      |
| Нап  | Тобиас Хедль       | Зюлте-Варегем         |
| Нап  | Йован Живкович     | Дьёр                  |
| Нап  | Фуркан Дурсун*     | Санкт-Пёльтен         |
| Нап  | Исмаил Сейди*      | СК Униан Торреэнше    |

## Фарм-клуб
Во Второй лиге Австрии играет команда «Рапид II».

## Достижения
Официальные трофеи (признанные УЕФА и ФИФА)

### Национальные
- Чемпионат Австрии:
  - Чемпион (32, рекорд): 1911/12, 1912/13, 1915/16, 1916/17, 1918/19, 1919/20, 1920/21, 1922/23, 1928/29, 1929/30, 1934/35, 1937/38, 1939/40, 1940/41, 1945/46, 1947/48, 1950/51, 1951/52, 1953/54, 1955/56, 1956/57, 1959/60, 1963/64, 1966/67, 1967/68, 1981/82, 1982/83, 1986/87, 1987/88, 1995/96, 2004/05, 2007/08
  - Вице-чемпион (29): 1913/14, 1917/18, 1927/28, 1932/33, 1933/34, 1946/47, 1948/49, 1949/50, 1957/58, 1958/59, 1964/65, 1965/66, 1972/73, 1976/77, 1977/78, 1983/84, 1984/85, 1985/86, 1996/97, 1997/98, 1998/99, 2000/01, 2008/09, 2011/12, 2013/14, 2014/15, 2015/16, 2019/20, 2020/21
- Кубок Австрии:
  - Обладатель (14): 1918/19, 1919/20, 1926/27, 1945/46, 1960/61, 1967/68, 1968/69, 1971/72, 1975/76, 1982/83, 1983/84, 1984/85, 1986/87, 1994/95
  - Финалист (16): 1928/29, 1933/34, 1959, 1959/60, 1965/66, 1970/71, 1972/73, 1985/86, 1989/90, 1990/91, 1992/93, 2004/05, 2016/17, 2018/19, 2022/23, 2023/24
- Суперкубок Австрии[11]:
  - Обладатель (4): 1986, 1987, 1988, 2008[12]
- Чемпионат Германии[13]:
  - Чемпион: 1940/41
- Кубок Германии[14]:
  - Обладатель: 1938
- Награды:
  - Команда года в Австрии по версии Sports Media Austria (SMA): 1996
  - Команда года в Австрии по версии Vereinigung der Fußballer (VdF) (2): 2005, 2008

### Международные
- Кубок европейских чемпионов / Лига чемпионов УЕФА:
  - 1/2 финала: 1960/61
- Кубок обладателей кубков УЕФА:
  - Финалист (2): 1985, 1996
- Кубок УЕФА / Лига Европы УЕФА:
  - 1/8 финала (5): 1963/64, 1971/72, 1981/82, 1989/90, 1997/98
- Лига конференций УЕФА:
  - 1/4 финала: 2024/25
- Кубок Митропы:
  - Обладатель (2): 1930, 1951
  - Финалист (3): 1927, 1928, 1956
- Кубок Интертото:
  - Победитель (3): 1992, 1993, 2007

## Известные игроки, личные достижения игроков и тренеров «Рапид (Вена)»

### Призёры чемпионата мира
Следующие футболисты становились бронзовыми призёрами чемпионата мира, являясь игроками «Рапид (Вена)»:

| - Вальтер Земан — 1954 - Герхард Ханаппи — 1954 - Эрнст Хаппель — 1954 - Пауль Халла — 1954 - Карл Гиссер — 1954 | - Йоханн Риглер — 1954 - Роберт Кёрнер — 1954 - Эрих Пробст — 1954 - Альфред Кёрнер — 1954 - Роберт Динст — 1954 |

### Серебряный мяч по версииFrance Football
Следующие футболисты получили Серебряный мяч по версии France Football, выступая за «Рапид (Вена)»:
- Ханс Кранкль — 1978

### Серебряный мяч футболиста года в Европе по версии Onze Mondial
Следующие игроки получили Серебряный мяч футболиста года в Европе по версии Onze Mondial, выступая за «Рапид (Вена)»:
- Ханс Кранкль — 1978

### Золотая бутса по версииL’Équipe
Следующие игроки получили Золотую бутсу по версии L’Équipe, выступая за «Рапид (Вена)»:
- Ханс Кранкль — 1978 (41 гол)

### Спортсмены года в Австрии по версии Sports Media Austria
Следующие игроки были признаны спортсменами года в Австрии по версии Sports Media Austria (SMA), выступая за «Рапид (Вена)»:
- Вальтер Земан — 1950
- Герхард Ханаппи — 1955

### Футболисты года в Австрии по версии Sportfunk
Следующие игроки были признаны футболистами года в Австрии по версии Sportfunk, выступая за «Рапид (Вена)»:
- Франц Биндер — 1946, 1948, 1949
- Вальтер Земан — 1951, 1952, 1953
- Герхард Ханаппи — 1954, 1955

### Футболисты года в Австрии по версииKronen Zeitung
Следующие игроки были признаны футболистами года в Австрии по версии Kronen Zeitung, выступая за «Рапид (Вена)»:

| - Леопольд Граузам — 1967 - Йёрн Бьеррегор — 1968, 1970 - Геза Галлош — 1972 - Ханс Кранкль — 1973, 1974, 1977, 1982, 1988 - Херберт Фойрер — 1980, 1981 - Петер Пакульт — 1984 - Райнхард Кинаст — 1986 - Михаэль Конзель — 1987, 1995 - Ян Оге Фьёртофт — 1989 | - Роберт Пецль — 1990, 1991 - Андреас Херцог — 1992 - Дитмар Кюбауэр — 1996, 1997 - Роман Валльнер — 2001 - Штеффен Хофманн — 2005, 2006, 2008, 2009, 2011 - Луис Шауб — 2016, 2017 - Марко Грюлль — 2021 - Гвидо Бургшталлер — 2024 |

### Футболисты года в Австрийской Бундеслиге
Следующие игроки были признаны футболистами года в Австрии по версии Austria Presse Agentur (APA), выступая за «Рапид (Вена)»:

| - Хериберт Вебер — 1987 - Андреас Херцог — 1992 - Михаэль Конзель — 1995 | - Андреас Иваншиц — 2003 - Штеффен Хофманн — 2004, 2009 - Марио Базина — 2005 |

### Футболисты года в Австрии по версии Ассоциации футболистов
Следующие игроки были признаны футболистами года в Австрии по версии Vereinigung der Fußballer (VdF), выступая за «Рапид (Вена)»:
- Рене Вагнер[нем.] — 1996/97
- Штеффен Хофманн — 2004/05, 2009/10
- Юмит Коркмаз — 2007/08

### Прорыв сезона в Австрии
Следующие игроки были признаны прорывом сезона в Австрии по версии Vereinigung der Fußballer (VdF), выступая за «Рапид (Вена)»:
- Герд Виммер — 1998
- Себастьян Мартинес[нем.] — 2005
- Юмит Коркмаз — 2008
- Филипп Шобесбергер — 2015

### Почётная награда сезона в Австрии
Следующие игроки были награждены почетными наградами сезона в Австрии по версии Vereinigung der Fußballer (VdF), выступая за «Рапид (Вена)»:
- Петер Шёттель — 2000
- Штеффен Хофманн — 2018

### Возвращение сезона в Австрии
Следующие игроки были награждены за возвращение сезона в Австрии по версии Vereinigung der Fußballer (VdF), выступая за «Рапид (Вена)»:

| - Фердинанд Фельдхофер — 2003 - Маркус Катцер — 2005 - Штефан Куловиц — 2007 | - Хельге Пайер — 2008 - Дени Алар — 2013 - Андреас Кюн — 2015, 2018 |

### Лучшие бомбардиры Австрийской Бундеслиги
Следующие футболисты становились лучшими бомбардирами чемпионата Австрии, выступая за «Рапид (Вена)»:

| - Рихард Кутан — 1912/13, 1915/16, 1921/22 - Эдуард Бауэр — 1916/17, 1917/18 - Йозеф Уридил — 1918/19, 1919/20, 1920/21 - Франц Веселик — 1929/30 - Франц Биндер — 1932/33, 1936/37, 1937/38, 1938/39, 1939/40, 1940/41 - Йозеф Бицан — 1933/34 - Маттиас Кабурек — 1934/35 - Роберт Динст — 1950/51, 1952/53, 1953/54, 1956/57 | - Август Старек — 1966/67 - Йёрн Бьеррегор — 1967/68 - Ханс Кранкль — 1973/74, 1976/77, 1977/78, 1982/83 - Зоран Стоядинович — 1987/88 - Рене Вагнер — 1996/97 - Штеффен Хофманн — 2009/10 - Гвидо Бургшталлер — 2022/23 |

### Гол мечты сезона в Австрии
Следующие игроки получили премию за гол мечты сезона в Австрии по версии Vereinigung der Fußballer (VdF), выступая за «Рапид (Вена)»:
- Марек Кинцл — 2005
- Эрвин Хоффер — 2008
- Флориан Кайнц — 2015
- Эрджан Кара — 2021

### Тренеры года в Австрии по версии Kronen Zeitung
Следующие тренеры были признаны тренерами года в Австрии по версии Kronen Zeitung, выступая за «Рапид (Вена)»:

| - Эрнст Докупил — 1996 - Йозеф Хиккерсбергер — 2005 - Петер Пакульт — 2006, 2008, 2009, 2010 - Зоран Баришич — 2013, 2014 | - Дитмар Кюбауэр — 2020 - Фердинанд Фельдхофер — 2021 - Роберт Клаусс — 2024 |

### Тренеры сезона в Австрии по версии Ассоциации футболистов
Следующие тренеры были признаны тренерами сезона в Австрии по версии Vereinigung der Fußballer (VdF), выступая за «Рапид (Вена)»:
- Йозеф Хиккерсбергер — 2005